# Komló
Komló (německy Kumlau, chorvatsky Komlov) je město v Maďarsku v župě Baranya. Je správním střediskem stejnojmenného okresu. Město se rozkládá na ploše 46,55 km² a žije zde přibližně 20 tisíc obyvatel, z nichž jsou 93,4 % Maďaři. Komló je 45. největší maďarské město a druhé největší město župy Baranya.

## Název
Název města pochází ze slova pro chmel.  

## Poloha
Město je obklopené vrcholky pohoří Mecsek, které mají nadmořskou výšku okolo 300–400 m n. m. Samo se nachází v jeho severní části. Bylo vybudováno v úzkých údolích a na svazích kopců.
Nejbližším větším městem je Pécs (cca 20 km), dále potom ze severní strany města Dombóvár a Kaposvár (cca 40 km). 
Středem Komló protéká Kaszárnya-patak, malý potok.

## Historie
V okolních vesnicích byly nalezeny pozůstatky osídlení z doby existence Římské říše. Na jednotlivých kopcích stály také římské strážní věže.
Již ve středověku se zde nacházela vesnice. Její rozvoj umožnila těžba uhlí, která zde odstartovala v poslední dekádě 19. století. O průzkum místních ložisek uhlí se zasloužil podnikatel Adolf Jánosi Engel. Průzkum byl zahájen v roce 1892 a do první hlubinné šachty sfárali dělníci v roce 1898. Na mapách maďarského vojenského mapování z roku 1941 se již objevovaly doly, z nichž bylo uhlí sváženo do hlavní železniční stanice nákladními lanovkami. V centru dnešního města se také nacházela malá dělnická kolonie.

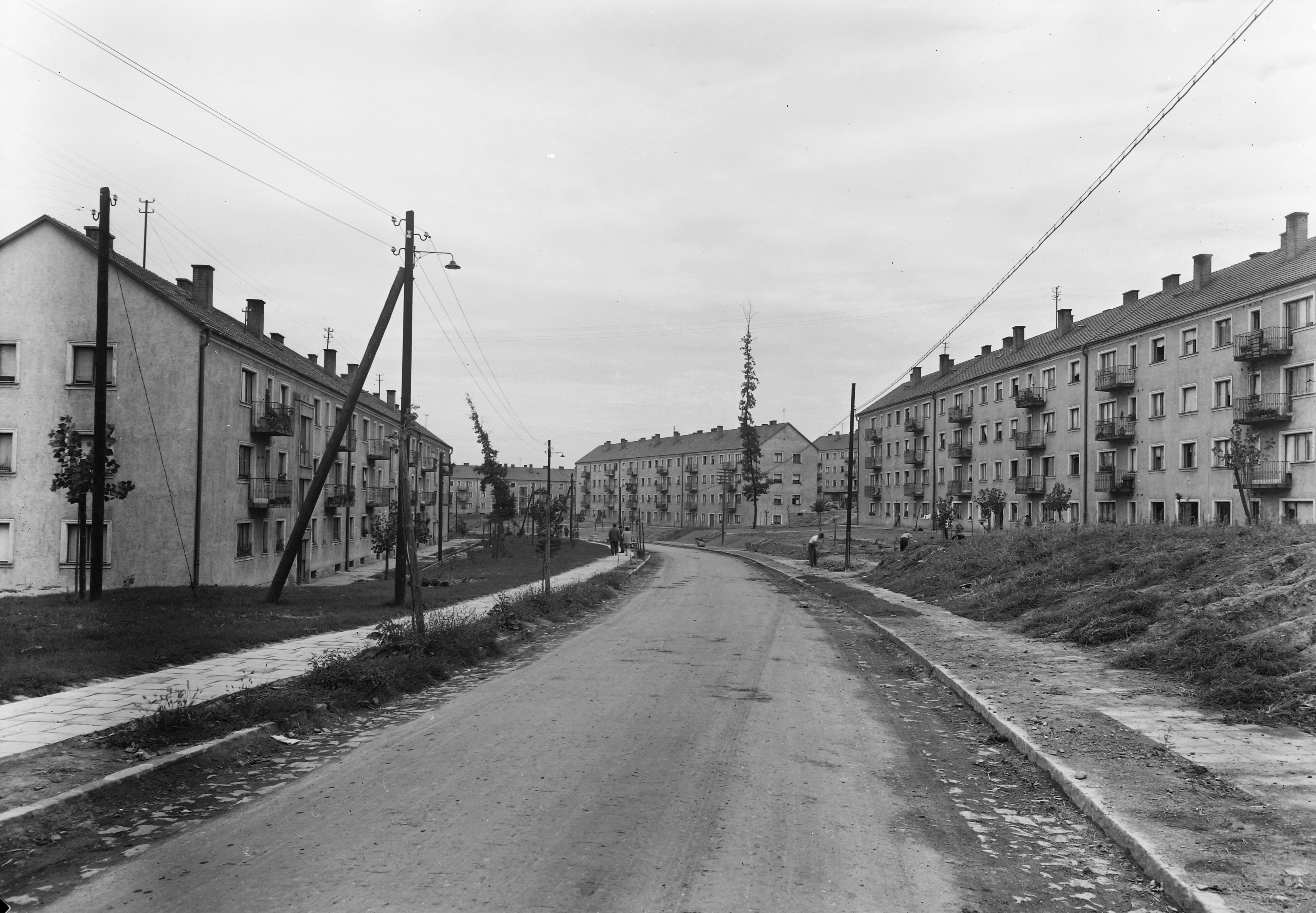
Výstavba bytových domů roku 1954.

Komló je relativně novým městem. Postaveno bylo z velké části po druhé světové válce jako hornické město pro potřeby ubytování místních horníků. V Komló byly totiž nalezeny ložiska uhlí, které se maďarský stát rozhodl ve velké míře využít. Po Tatabányi se Komló stalo druhým největším městem svého typu v zemi. Statut města získala původní osada v roce 1951. O tři roky později byly ke Komló připojeny okolní vesnice (Kisbattyán, Mecsekfalu, Mecsekjánosi). Místní doly se staly dodavatelem pro těžký průmysl v Dunaújvárosi (tehdy Sztalinvárosi). 
Původní vesnice byla přetransformována na střed rozsáhlého města. To se rozvíjelo také i v oblasti místního nádraží v údolí potoka – dnes se zde nachází sportovní centrum, radniční náměstí a městská knihovna. Lidé bydlí v obytných souborech na sídlištích na svazích okolo potoka, které přiléhají k hlavní třídě Lajose Kossutha v údolí potoka. Nejprve vznikaly oblasti s bytovými domy (např. okolo náměstí Zrínských (maďarsky Zrínyi tér) srovnatelná např. s některými českými (československými) městy 50. let (Havířov apod.). Panelová sídliště byla postavena až později, dále od středu města (Kakastelep, Szilvás). Místní část Dávidföld západně od středu Komló se rozvinula jako oblast s rodinnými domy.
V roce 1956 zde revoluční události a politické změny získaly silnou podporu místního obyvatelstva.
Do roku 1960 byla velká část nového města postavena. Zbourána byla nakonec i původní vesnice a nahrazena panelovými domy.
Vzhledem k útlumu těžby a postupnému zavírání dolů v 80. a 90. letech 20. století zde byla náročná ekonomická transformace a především vysoká míra nezaměstnanosti. Roku 2000 zde byla těžba uhlí definitivně ukončena. Následně bylo zbouráno místní seřaďovací nádraží a na jeho místě vyrostla nová průmyslová zóna. Město je hodnoceno v Maďarsku obecně jako horší k životu, především díky horšímu stavu infrastruktury.
V první polovině 21. století byla diskutována obnova místního bytového fondu, který byl zrealizován hlavně v 50. letech 20. století a neodpovídá potřebám moderního bydlení.
Diskutována byla výstavba věznice, nakonec bylo ale rozhodnuto zde toto zařízení nepostavit.

## Obyvatelstvo
V roce 2018 žilo v Komló 22 832 obyvatel, přitom ještě v roce 2007 to bylo téměř o čtyři tisíce více (26 465). Během svého největšího období rozvoje zde žilo 30 tisíc lidí. Ekonomické problémy způsobují dlouhodobě pokles počtu obyvatel města. 
Z dvaceti dvou tisíc obyvatel Komló bylo 93,4 % maďarské národnosti, zastoupeni byli dále Romové (2 %), Chorvati (0,2 %), Němci (1,9 %) a další národnosti. Zhruba polovina obyvatel Komló se hlásí k Římskokatolické církvi.

## Kultura

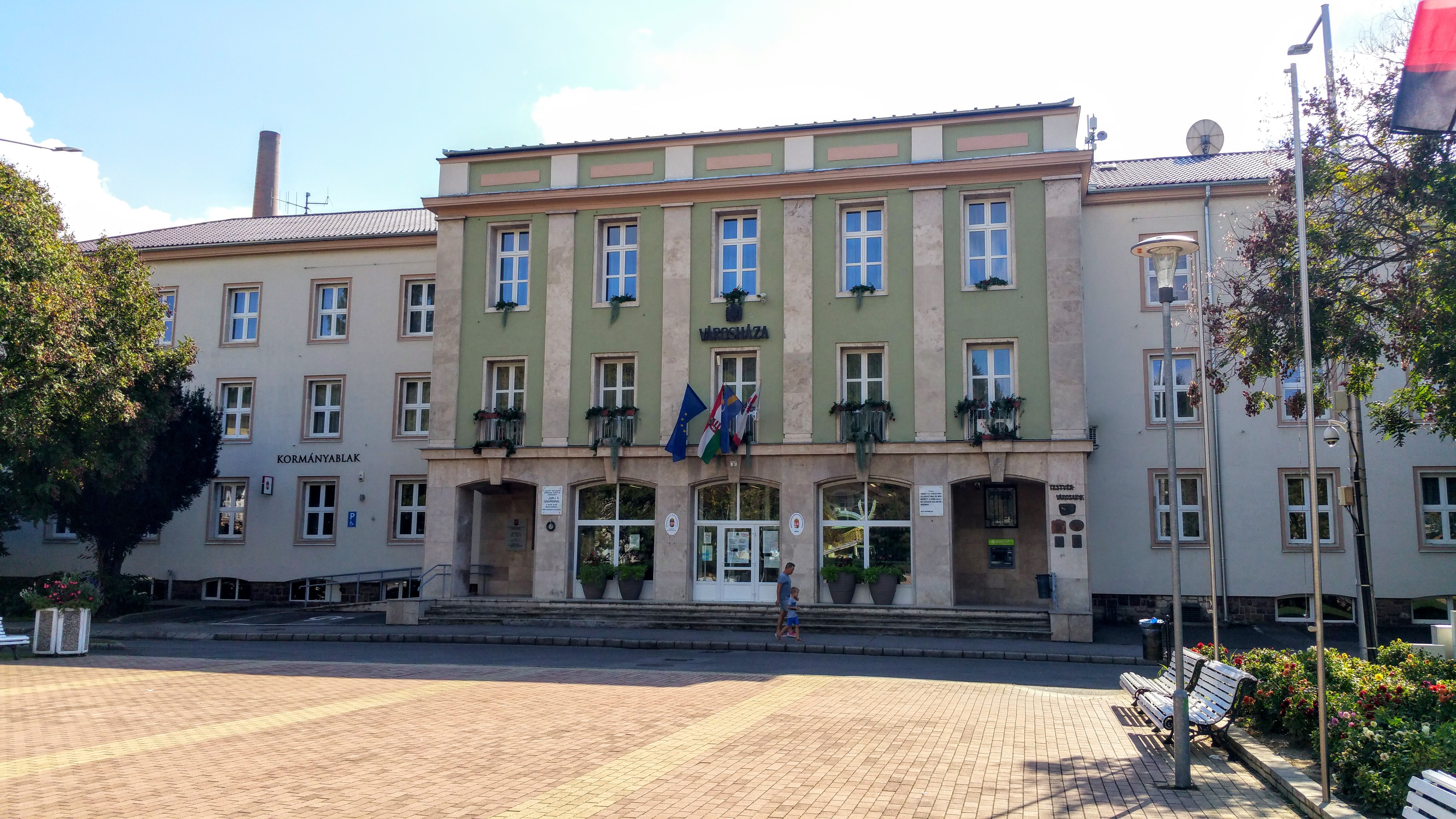
Budova radnice.

V Komló stojí městské divadlo a městská knihovna Józsefa Atilly. Divadlo bylo otevřeno roku 1982. Severně od města se nachází muzejní areál věnovaný dějinám těžby uhlí (maďarsky Borbála Hídépítő-Bányász Emlékpark).
Město má rovněž i svojí knihovnu, která zahrnuje fond přes 130 000 knih.
Východně od hlavního nádraží stojí kostel svaté Barbary a dále reformovaný kostel. Nedaleko od nich jsou pozůstatky gotické kaple (Hasmányi) a hřbitova. Ruiny kaple jsou chráněny jako kulturní památka. Nachází se zde spoustu staveb ve stylu socialistického realismu.
Západně od středu města se rozkládá miniZOO.
Byla zde také nalezena první dinosauří kostra na území dnešního Maďarsku. Druh dostal podle lokality název – Komlosaurus carbonis.

## Zeleň a životní prostředí
Hlavní zelenou oázu uprostřed města tvoří park s názvem Arboretum, který leží na svahu oddělujícím sídliště od středu Komló. Město je rovněž obklopeno kopci, kam vede řada turistických tras. Jihozápadně od města v lokalitě Sikonda jsou v provozu lázně a lázeňské léčebné zařízení.
Znečištění ovzduší není způsobeno tolik průmyslem, jako spíše silniční dopravou. Členitý terén a zástavba umístěná v údolích mají stěžují proudění vzduchu, což zhoršuje kvalitu místního ovzduší.

## Doprava

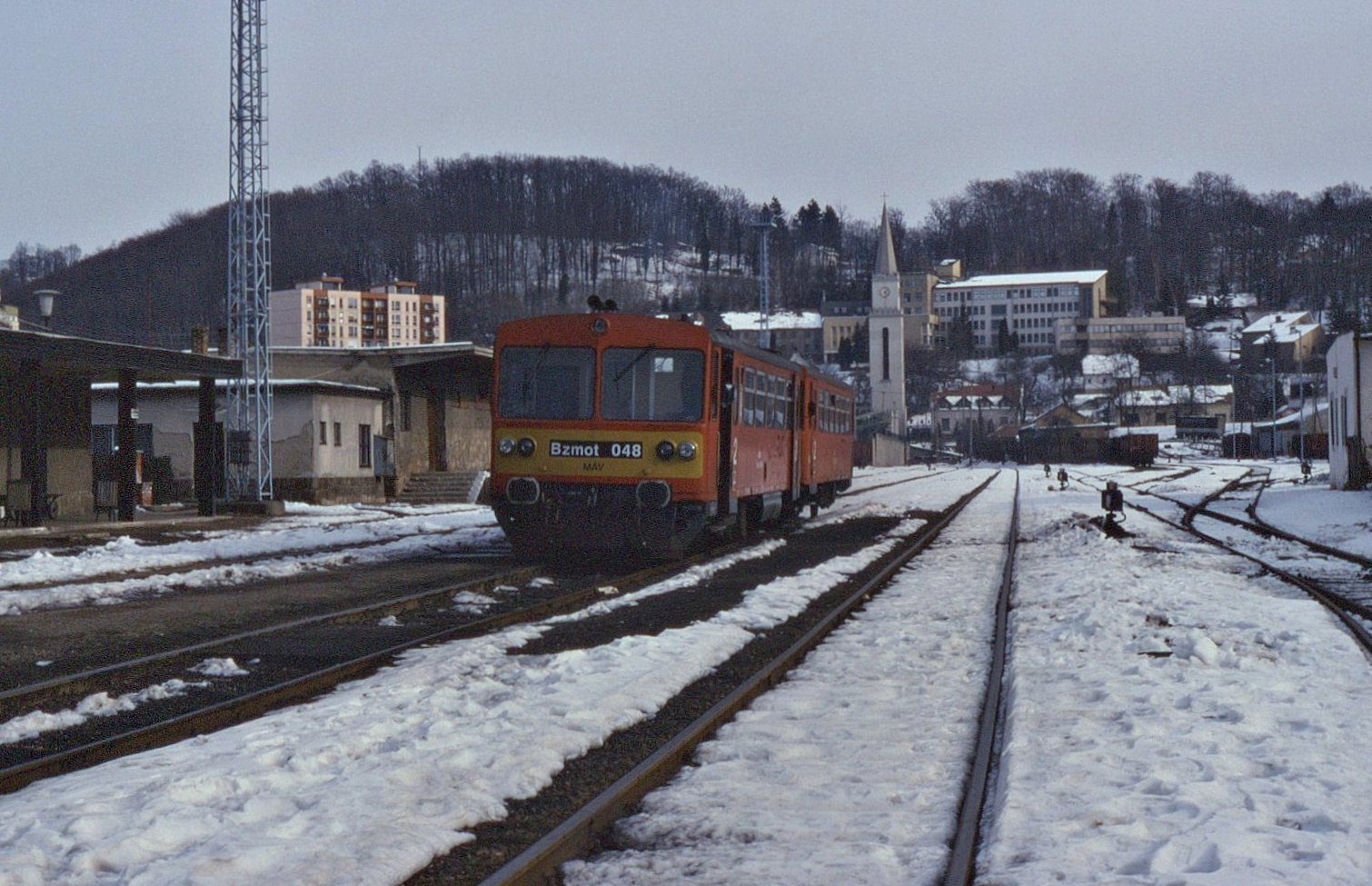
Vlak na místním nádraží.

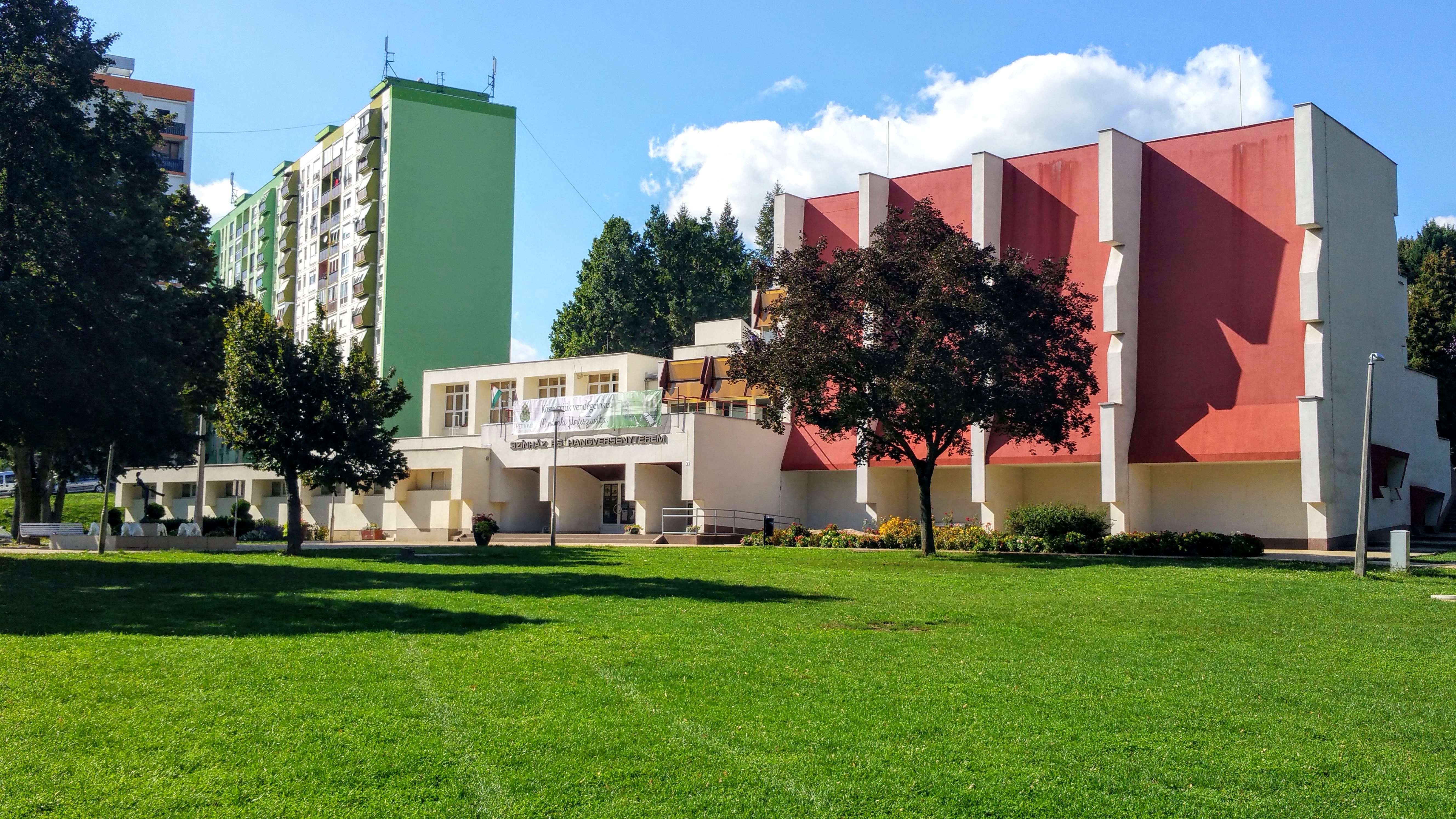
Divadlo a panelové domy.

Městem procházejí silnice 6542 a 6543. Silnice celostátního významu č. 66 město obchází ze západní strany a s Komló je spojena odbočkou z obce Manfa. Ve městě je provozována městská doprava; spojení s ostatními městy zajišťují meziměstské nebo dálkové autobusy. V roce 2023 byl vystavěn obchvat okolo města. Vyprojektováno bylo také nové autobsuové nádraží.
Z obce Godisa vede do Komló železniční trať. V minulosti trať pokračovala dále přes místní část Annaakna k povrchovému dolu, později bylo těleso sneseno.

## Zdravotnictví
V Komló se nachází nemocnice.

## Sport
Ve městě působí fotbalový tým Komlói Bányász SK. První fotbalové družstvo vzniklo v Komló již v roce 1922.
Pořádá se zde také Mecsek rallye.